# Флавій Северіан
Флавій Северіан (лат. Flavius Severianus; помер 313) — син римського імператора Флавія Валерія Севера (Севера II).
Батько Северіана потрапив у полон та був убитий в Італії своїми суперниками за престол, Максиміаном і Максенцієм, попри обіцянки щодо збереження життя. 
Відтоді Флавій Северіан шукав притулку у східній частині імперії, що перебувала під керівництвом іншого імператора та друга його батька, Галерія. Після смерті Галерія в 311 році Северіан підозрював іншого імператора, Ліцинія, в намірах  заподіяти йому шкоду як потенційному супернику. Через це Северіан втік в Азію до іншого претендента на престол, Максиміна Дази, що призначив його на посаду презида (губернатора) провінції Ісаврія.
У серпні 313 року Северіан супроводжував Максиміна у військовій кампанії проти Ліцинія, яка закінчилася для Дази поразкою в битві при Тзіраллі. Северіан був схоплений Ліцинієм після смерті Максиміна та страчений за звинуваченнями в спробі захоплення влади.
Джерелом майже всієї інформації про Флавія Северіана є Лактанцій.